# Parkrijk

Locatie in de gemeente Zaanstad

Parkrijk is het westelijke deel van de Vinex-wijk Saendelft gelegen in de plaats Assendelft, in de gemeente Zaanstad. Het oostelijke deel van Saendelft heet Waterrijk. In Parkrijk wonen 7835 mensen op een oppervlakte van 317 hectare, waarvan 3 hectare uit water bestaat. De bevolkingsdichtheid bedraagt 2493 inwoners per km². De bouw van de wijk Saendelft begon in 1996. In de wijk is winkelcentrum De Saen gelegen. Ook zijn er vijf scholen gevestigd in de wijk. De wijk is bereikbaar door de Noorderveenweg (S154) welke tussen de A8 en Parkrijk loopt, door de Dorpsstraat van Assendelft en door de N203 welke de mogelijk geeft om via de Jan Brasser Tunnel Parkrijk binnen te rijden. 